# Марфіно (Красносельський район)
Марфіно (рос. Марфино) — присілок в Красносельському районі Костромської області Російської Федерації.
Населення становить 16 осіб. Входить до складу муніципального утворення Чапаєвське сільське поселення.

## Історія
У 1936-1944 року населений пункт перебував у складі Ярославської області. Від 1944 належить до Костромської області.
Від 2007 року входить до складу муніципального утворення Чапаєвське сільське поселення.

## Населення
| 2008 | 2010 | 2014 |
| ---- | ---- | ---- |
| 25   | ↘19  | ↘16  |